# Joensuunsaari (ö i Kajanaland)
Joensuunsaari är en ö i Finland. Den ligger i sjön Suolijärvi och i kommunen Puolango i den ekonomiska regionen  Kehys-Kainuu  och landskapet Kajanaland, i den centrala delen av landet, 600 km norr om huvudstaden Helsingfors. Öns area är 2,2 hektar och dess största längd är 380 meter i sydväst-nordöstlig riktning.